# Cheerleaders des Packers de Green Bay
Les Cheerleaders des Packers de Green Bay (Green Bay Packers Cheerleaders), constituent le groupe amateur de cheerleaders ou pom-pom girls (pour les féminines) des Packers de Green Bay. L'équipe est basée à Green Bay (Wisconsin) et évolue au Lambeau Field (baptisé ainsi en hommage à Earl L. Lambeau), le stade des Packers.

## Historique

### Débuts
Les premiers cheerleaders des Packers arrivent en 1931 et Green Bay est une des premières équipes à en disposer. Les membres de ce groupe étaient des lycéens et lycéennes du Green Bay East et du Green Bay West High School.

### Formation d'une équipe
En 1950, Vince Lombardi, l'entraîneur des Packers, demande à Mary Jane Sorgel de créer une équipe féminine de pom-pom girls. Cela débouche à l'arrivée des Green Bay Packerettes qui dure pendant toute la durée des années 1950.

### Chronologie
Après l'expérience des Packerettes, l'équipe est renommé les Golden Girls en 1961. Douze ans plus tard, c'est le retour des Packerettes durant quatre saisons. Ensuite, c'est le nom des Sideliners que le groupe adopte mais à partir de 1986, les groupes sont supprimés. Le dernier groupe de pom-pom girls disparait en 1988.

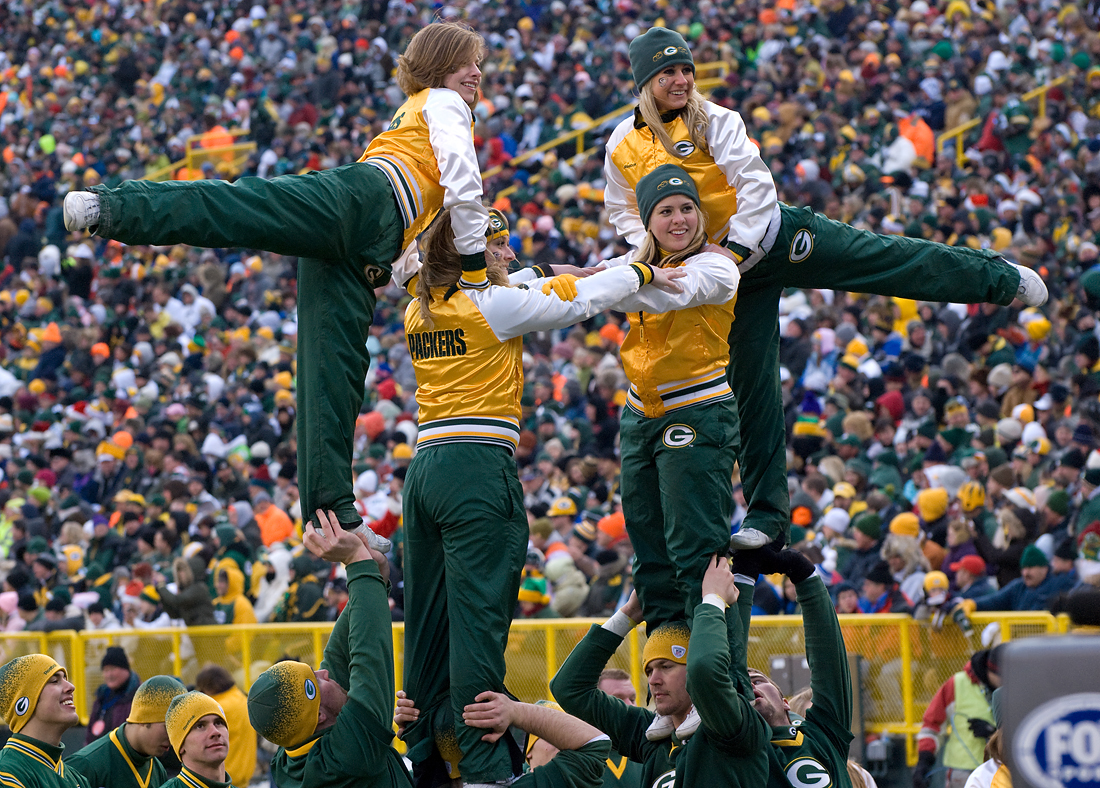
Escouade mixte des Cheerleaders des Packers de Green Bay en 2009.

### Retour après dix-neuf ans d'absence
En 2007, les Packers signe un contrat avec l'Université du Wisconsin à Green Bay pour pouvoir utiliser deux équipes mixtes de cheerleaders de l'université et une féminine du St. Norbert College. Le retour des cheerleaders des Packers intervient lors de la saison 2007 mais leur rôle se limite bien souvent aux encouragements.